# Henry Eugene Davies
Pour les articles homonymes, voir Davies.
Henry Eugene Davies (2 juillet 1836 - 7 septembre 1894) est un soldat américain, écrivain, fonctionnaire et avocat. Il sert dans l'armée de l'Union comme brigadier général des volontaires dans la cavalerie pendant la guerre de Sécession (« guerre civile ») et est promu major général des volontaires à la fin de la guerre. Davies est l'un des rares soldats non professionnels de la cavalerie de l'Union dans l'Est à être promu général. Il conduit sa brigade lors de plusieurs grandes batailles, en particulier au cours de la campagne de l'Overland, la bataille de Trevilian Station, le siège de Petersburg et la campagne d'Appomattox à la fin de la guerre.

## Avant la guerre
Henry Eugene Davies naît dans  la ville de New York, fils aîné du juge Henry E. Davies. Il fait ses études dans les universités de Harvard, Williams, et Columbia, et est admis au barreau en 1857. Le 10 août 1858, il épouse Julia Rich, fille de John T. Rich et Julia Van Voorhies, à Fishkill-on-Hudson, New York. Ils ont un fils, Henry Eugene. Henry Davies est le neveu du brigadier général et major général breveté Thomas Alfred Davies.

## Guerre de Sécession
Au déclenchement de la guerre de Sécession, Henry E. Davies devient capitaine du 5thNew York Volunteer Infantry Regiment et combat lors l'une des premières batailles de la guerre, la bataille de Big Bethel, en Virginie, le 10 juin 1861. En août 1861, Davies est nommé commandant dans le  2nd New York Volunteer Cavalry Regiment. Le régiment est affecté au corps du major général Irvin McDowell sur la ligne de la rivière Rappahannock lors de la campagne de la Péninsule. Le régiment est fortement engagé dans la campagne du deuxième Manassas. Davies est promu lieutenant-colonel en décembre 1862 et colonel en juin 1863. En juin 1863, le 2nd New York Cavalry subit de lourdes pertes à Beverly's Ford, en Virginie, au cours de la bataille de Brandy Station le 9 juin 1863, à la bataille d'Aldie, en Virginie, le 17 juin 1863. Le régiment est stationné dans la base d'approvisionnement de l'armée de l'Union à Westminster, Maryland au cours de la bataille de Gettysburg.
Davies est nommé brigadier général des volontaires, le 16 septembre 1863, bien que sa nomination ne soit pas confirmée par le Sénat des États-Unis avant le 1er avril 1864. Il sert avec distinction dans une brigade du corps de cavalerie de l'armée du Potomac et pendant trois brèves périodes où il a un commandement divisionnaire jusqu'à la fin de la guerre. Davies est l'un des rares soldats non professionnels de la cavalerie de l'Union sur le théâtre oriental de la guerre de Sécession à être promu au grade de général.
La brigade de Davies est d'abord la première brigade de la troisième division de cavalerie de l'armée du Potomac. À la fin de 1863, la brigade participe à la campagne de Bristoe non concluante. Avant la campagne de l'Overland, elle devient la première brigade de la deuxième division de cavalerie de l'armée du Potomac, commandée avant le début de février 1865 par le brigadier général et, plus tard, de major général breveté David McMurtrie Gregg. La brigade comprend le 1st New Jersey Volunteer Cavalry, le 10th New York Volunteer Cavalry, le 24th New York Volunteer Cavalry, cinq compagnies du 1st Pennsylvania Volunteer Cavalry et la batterie A du 2d U.S. Artillery.
Au cours de la campagne de l'Overland, la brigade de Davies participe aux raids du commandant de corps de cavalerie, le major général Philip Sheridan, en mai 1864 contre Richmond, en Virginie et à la bataille de Trevilian Station en juin 1864. Lors de la bataille de Haw's Shop le 28 mai 1864, le sabre de Davies est coupé en deux par une balle Minié et la queue de son cheval arrachée.
Le 24 juin 1864, à environ 8 heures du matin, la brigade de Gregg, sous les ordres du brigadier général Davies, arrive dans le voisinage de Samaria Church, à l'intersection de trois routes. Elle protège le flanc droit des wagons d'approvisionnement de l'Union qui retournent vers Harrison's Landing. Elle trouve alors des piquets confédérés. Une charge du 2nd Pennsylvania Cavalry repousse les piquets au nord et la brigade de Davies se retranche à l'ouest de l'intersection. Davies prend le flanc droit de la ligne et le colonel J. Irvin Gregg (cousin du général Gregg) la gauche. À l'issue de la bataille de Saint Mary's Church, les forces de l'Union se retirent sous la pression des confédérés mais ont néanmoins réussi à protéger la progression des wagons d'approvisionnement.
La brigade participe à plusieurs missions pendant le siège de Petersburg, y compris la défense de la position de l'Union le long de la route de Vaughan contre une force beaucoup plus importante au cours de la bataille de Vaughan Road, qui est liée à la bataille de Peebles' Farm, plus importante. La brigade de Davies participe à des raids sur le chemin de fer de Weldon, en décembre 1864. Davies est blessé lors de la bataille de Hatcher's Run le 6 février 1865. Après la démission de Gregg au début de février 1865, la brigade a des commandants temporaires, y compris Davies entre le 14 et le 27 mars 1865. Le 8 mars 1865, le président Abraham Lincoln nomme Davies pour l'attribution du brevet major général des volontaires à partir du 1er octobre 1864 pour son rôle dans la bataille de Vaughan Road au cours de la bataille de Peebles' Farm. Le Sénat américain confirme la nomination le 10 mars 1865.
Le 26 mars 1865, le major général George Crook est nommé commandant de la deuxième division de cavalerie de l'armée du Potomac pour remplacer Gregg. La brigade de Davies est fortement engagée dans les opérations de cavalerie, y compris celles de la bataille de Dinwiddie Court House, le 31 mars 1865, qui a contribué à la percée de l'Union sur Petersburg et à l'évacuation de Petersburg et de Richmond par les confédérés dans la nuit du 2 avril 1865. La brigade est également engagée dans la campagne d'Appomattox, y compris son rôle en tant que principale force de l'Union dans la bataille d'Amelia Springs, en Virginie, dans laquelle la brigade, près de Paineville, en Virginie, détruit environ 200 wagons d'un train d'approvisionnement confédéré, capture l'équipement et les animaux, et prend plus de 300 et peut-être 1 000 prisonniers et plusieurs drapeaux de guerre. La campagne prend fin avec la reddition de l'armée de Virginie du Nord confédérée à Appomattox Court House, le 9 avril 1865.
Un officier d'état-major du major général Crook, le commandant Henry E. Tremain, déclare que les hommes de Davies sont « aussi bien un corps de cavalerie par leur taille qui puisse être trouvé dans le service ».
Le 7 juin 1865, Davies est nommé, pleinement, major général des volontaires avec une date de prise de rang au 4 mai 1865. La promotion n'est pas confirmée par le Sénat des États-Unis avant le 23 février 1866. À la suite de la guerre, Davies reste brièvement dans l'armée, mais démissionne le 1er janvier 1866, alors qu'il commande le district militaire du centre de l'Alabama.

## Après la guerre
Le général Henry E. Davies par la suite devient un éminent avocat new-yorkais, et tient des postes publics de l'administrateur public de la ville de New York du 1er janvier 1866 au 1er janvier 1869 et de procureur adjoint du district des États-Unis pour le district Sud de New York de juillet 1870 au 1er janvier 1873. Il retourne ensuite à la pratique privée du droit. Plus tard, il déménage à Beacon, New York. Davies est l'auteur de Ten Days on the Plains (1871), Davies Memoir (1895 à titre posthume) et le General Sheridan (1895 à titre posthume), dans les « Great Commander Series ».
Le général Davies meurt subitement le 7 septembre 1894 pendant une visite chez des amis, à Middleboro, dans le Massachusetts, et est enterré dans le cimetière de St. Luke à Beacon, New York. Son épouse et son fils lui survivent.